# Lake Secession
Lake Secession statisztikai település az USA Dél-Karolina államában, Abbeville megyében. Lakosainak száma 1058 fő (2020. április 1.).